# Premis Plaça del Llibre
Els Premis Plaça del Llibre són guardons culturals que es concedeixen dins el marc del esdeveniment literari Plaça del Llibre a partir de 2014. Inicialment, hi havia dues modalitats, el premi difusió de la cultura valenciana i el premi d'honor a la trajectòria literària. El 2019 s'hi va afegir el premi a la trajectòria editorial. Els guanyadors reben una escultura creada per Cristina Guzman Traver.

## Guardonats

### Premi de difusió
- 2014: Josep Lozano[3]
- 2015: Escola Valenciana[4]
- 2016: bibliotecaris i bibliotecàries representants del Col·legi Oficial de Bibliotecaris i Documentalistes valencians (COBDCV) i l'Associació de Bibliotecaris Valencians[5]
- 2017: Capella de Ministrers[6]
- 2018: Plaerdemavida, programa d'À punt sobre literatura[7]
- 2019: Societat Coral El Micalet[8]
- 2020: Eva Dénia[9]
- 2021: Federació Coordinadora de Muixerangues[10]
- 2022: Espai Joan Fuster[11]
- 2023: Maestrat Viu[12]
- 2024: Família Andrés Lorente Anyó (Família de Vicent Andrés Estellés)[13]

### Premi d'honor a la trajectòria literària
- 2014: Joan Francesc Mira[3]
- 2015: Jaume Cabré[4]
- 2016: Maria-Antònia Oliver[5]
- 2017: Marc Granell[6]
- 2018: Isabel-Clara Simó[7]
- 2019: Jaume Pérez Montaner[8]
- 2020: Manuel Molins[9]
- 2021: Antònia Vicens[10]
- 2022: Josep Piera[11]
- 2023: Isabel Robles[12]
- 2024: Ramon Guillem[13]

### Premi de trajectòria editorial
- 2019: Rosa Serrano[8]
- 2020: Publicacions de la Universitat de València[9]
- 2021: Josep Gregori[10]
- 2022: Edicions del Bullent[11]
- 2023: Institució Alfons el Magnànim-Centre Valencià d’Estudis i d’Investigació[12]
- 2024: Dolors Pedrós[13]